# Inside Out (album de Bon Jovi)
Albums de Bon Jovi
Greatest Hits
(2010) What About Now
(2013)
Inside Out est le deuxième album live du groupe de rock américain Bon Jovi, sorti le 27 novembre 2012. Il comprend des chansons issues des concerts à l'O2 Arena, au MetLife Stadium et au Madison Square Garden, enregistrées lors du Lost Highway Tour en 2008 et le Circle Tour en 2010. L'album a d'abord été diffusé dans les salles de cinéma, accompagné d'une séance de questions-réponses avec Jon Bon Jovi, Richie Sambora, David Bryan et Tico Torres diffusée en direct d'un théâtre à New York, et a ensuite été mis en vente sur iTunes.

## Liste des titres
| No  | Titre                     | Auteur | Durée |
| --- | ------------------------- | ------ | ----- |
| 1.  | Blood on Blood            |        | 6:18  |
| 2.  | Lost Highway              |        | 4:12  |
| 3.  | Born to Be My Baby        |        | 5:22  |
| 4.  | You Give Love a Bad Name  |        | 3:49  |
| 5.  | Whole Lot of Leavin'      |        | 4:40  |
| 6.  | Raise Your Hands          |        | 4:58  |
| 7.  | We Got It Going On        |        | 4:52  |
| 8.  | Have a Nice Day           |        | 4:05  |
| 9.  | It's My Life              |        | 4:02  |
| 10. | I'll Be There for You     |        | 7:18  |
| 11. | We Weren't Born to Follow |        | 4:12  |
| 12. | Wanted Dead or Alive      |        | 5:38  |
| 13. | Livin' on a Prayer        |        | 6:18  |
| 14. | Keep the Faith            |        | 7:09  |

## Charts et certifications
| Charts (2013)                    | Position |
| -------------------------------- | -------- |
| Billboard 200                    | 196      |
| Top Rock Album (Billboard)       | 10       |
| Top Hard Rock Albums (Billboard) | 40       |

## Personnel
- Jon Bon Jovi - chant, guitare
- Richie Sambora - guitare solo, chœurs, talkbox
- Hugh McDonald – basse, chœurs
- Tico Torres - batterie, percussions
- David Bryan - claviers, chœurs

Personnel additionnel
- Bobby Bandiera - guitare rythmique, chœurs
- Lorenza Ponce - violon, chœurs